# Водопоглощение
Водопоглоще́ние — способность материала или изделия впитывать и удерживать в порах и капиллярах воду.
Массовое водопоглощение численно выражается в процентах как отношение массы воды, поглощенной образцом при полном насыщении, к массе сухого образца.
Объемное водопоглощение выражается в процентах как отношение объема поглощенной образцом воды к его объему в водонасыщенном стоянии.
Как правило, водопоглощение ухудшает свойства материала, увеличивает теплопроводность и среднюю плотность, уменьшает прочность. Как исключение: прочность хлопчатобумажной ткани после увлажнения увеличивается.
Понятие водопоглощение широко используется при анализе качества строительных материалов, в частности, бетонов и утеплителей.